# La Crescenta-Montrose
La Crescenta-Montrose statisztikai település az USA Kalifornia államában. Lakosainak száma 19 997 fő (2020. április 1.).

## Népesség
A település népességének változása:
| Lakosok száma | 19 594 | 19 653 | 19 997 |
|               | 1970   | 2010   | 2020   |